# Česká Skalice (stacja kolejowa)
Česká Skalice – stacja kolejowa w miejscowości Česká Skalice, w kraju hradeckim, w Czechach. Jest ważnym węzłem kolejowym o znaczeniu regionalnym. Znajduje się na wysokości 295 m n.p.m.
Jest zarządzana przez Správę železnic. Na stacji znajdują się kasy biletowe, na których istnieje możliwość zakupu biletów na wszystkie pociągi w tym międzynarodowe oraz rezerwacji miejsc.

## Linie kolejowe
- 032 Jaroměř - Trutnov